# Џек Ричер
Џек Ричер (енгл. Jack Reacher) је амерички акциони филм из 2012. редитеља и сценаристе Кристофера Мекверија. Продуценти филма су Том Круз, Дон Грејнџер, Паула Вагнер и Гери Левинсо. Музику је компоновао Џо Кремер.
Глумачку екипу чине Том Круз, Розамунд Пајк, Ричард Џенкинс, Вернер Херцог, Дејвид Ојелоуо и Роберт Дувал.
Светска премијера филма је била 21. децембра 2012. у Сједињеним Америчким Државама. 
Буџет филма је износио 60 000 000 долара, а зарада од филма је износила 218 000 000 долара.

## Радња
Кад наоружани нападач убије пет особа са шест хитаца, сви докази ће указати на то да је кривац осумњичени у притвору. Приликом саслушања, осумњичени ће рећи само једну реченицу: "Нађите Џека Ричера!" Тиме ће почети невероватна потрага за истином, а Џек Ричер (Том Круз) ће морати да се бори против неочекиваног противника и да употреби силу не би ли сачувао своју тајну.

## Улоге
| Глумац         | Улога          |
| -------------- | -------------- |
| Том Круз       | Џек Ричер      |
| Розамунд Пајк  | Хелен Родин    |
| Ричард Џенкинс | Алекс Родин    |
| Вернер Херцог  | Зек Человек    |
| Дејвид Ојелоуо | Емерсон        |
| Џај Кортни     | Чарли          |
| Џозеф Сикора   | Џејмс Марк Бар |
| Роберт Дувал   | Мартин Кеш     |